# هودنهاگن
هودنهاگن (به آلمانی: Hodenhagen) یک شهر در آلمان است که در اهلدن واقع شده‌است. هودنهاگن ۳٬۱۹۳ نفر جمعیت دارد.